# 鍾皓賢
鍾皓賢（Chung Ho Yin，1971年4月15日—），生於香港，已退役香港足球運動員，司職守門員，曾擔任香港超級聯賽球隊東方龍獅守門員教練。

## 球員生涯
鍾皓賢出身於麗新青年軍，直到1988年提升為麗新花花甲組後備。
在1989至90年球季，於麗新首次在甲組亮相，其後效力過東方、駒騰、流浪及快譯通。
直至2000年10月底，鍾皓賢上山加盟南華，以代替當時左膝骹位受細菌感染的英格蘭門將李安納。至2007年6月，南華會方宣佈與他解約。惟鍾皓賢在2007年7月17日與南華達成協議，擔當起南華的守門員訓練員一職。
但南華在7月尾鍾皓賢外借予東方，在翌年一月回歸南華。2007/08年度季後，鍾皓賢正式轉會東方，並跟隨球隊降落丙組作賽。

## 國際賽生涯
鍾皓賢於1989年入選當時新組成的香港奧運隊參加巴塞隆拿奧運足球外圍賽，並在6場分組賽其中5場擔任正選。
他更於1991年11月首次入選香港代表隊，隨球隊到中山與廣東隊進行友賽。
他亦有份入選香港五人足球代表隊，參與1992年在香港主辦的第二屆世界盃室內五人足球賽，並幫助香港以第10名完成當中，於分組賽最後一場以4–1擊敗尼日利亞國家隊。

## 個人榮譽
- 香港足球明星選舉 最佳年青球員（1992–93季度）
- 香港傑出運動員 傑出青少年運動員（1988年）